# 제이슨 플레밍
제이슨 플레밍(Jason Flemyng, 1966년 9월 25일 ~ )은 잉글랜드의 배우이다.

## 출연 작품
- 젠틀맨 리그
- 벤자민 버튼의 시간은 거꾸로 간다
- 엑스맨: 퍼스트 클래스
- 록 스탁 앤 투 스모킹 배럴즈
- 프라이미벌
- 삼총사 시즌1
- 355 - 일라이저 클라크